# Match Group
Match Group, Inc. er en amerikansk softwarevirksomhed. De ejer og driver netdatingtjenester, hvilket inkluderer Tinder, Match.com, Meetic, OkCupid, Hinge, PlentyOfFish, Ship og OurTime, i alt over 45 globale datingvirksomheder. Virksomheden var ejet af moderselskabet InterActiveCorp (IAC) og i 2019 havde de 9,283 mio. abonnenter, hvoraf 4,554 mio. var i Nordamerika. Japan er efter USA virksomhedens næststørste marked. I juli 2020 blev Match Group en separat virksomhed.